# ОШ „Бранко Радичевић” Косовска Митровица
Основна школа „Бранко Радичевић”, налази се у Косовској Митровици, а саграђена је и отворена 1920. годинe.

## Историја
Постоје подаци да је данашња ОШ „Бранко Радичевић” у Косовској Митровици основана 1920. године. Захваљујући српском народу из Косовске Митровице, сакупљен је новац, а школска зграда подигнута од тврдог метеријала, са четири учионице и једном канцеларијом за наставнике. У то време, била је једна од најлепших зграда у Косовској Митровици.
Након Другог светског рата школа добија назив „Прва српска основна школа”, али су њени капацитети били мали за велики број ђака, па јеизграђена јнова основна школа на Лисич пољу.
Решењем Општинског народног одбора од 31. јануара 1956. године, школи добија назив по српском песнику Бранку Радичевићу и прераста из четвороразредне у осморазредну школу. Након развоја Косовске Митровице и обавезног осмогодишњег образовања, број ученика у школи расте и указује се потреба за проширењем школе. Нова школска зграда саграђена је 1990. године, а од првог дана школе, 1. септембра исте године, почела је са радом.
Педагошко наслеђе, наставне методе и организација рада допринели су томе да ОШ „Вук Караџић” постигне примерне резултате и сарадњу са друштвеном средином. Школа има дугу и богату традицију, битан је фактор у просвети Косовске Митровице, а њу су похађале генерације Митровчана, од којих су неки постали врхунски стручњаци у својој струци.

### Школа данас
Школа се од 1990. налази у новој згради, која је у близини старог објекта школе. Простире се на више од 5000 m², нови објекат поседује фискултурну салу и велики број кабинета за кабинетску наставу. Школу похађа око 620 ученика, а у њој предаје око 50 наставника, па тако овај колектив је један од највећих у сфери образовања на простору Косова и Метохије.